# 영웅 후레쉬
"영웅 후레쉬"(Hero Flash)는 한국에서 제작된 강용규 감독의 1990년 가족, SF, 액션 영화이다. 강남길 등이 주연으로 출연하였고 문여송 등이 제작에 참여하였다.

## 출연

### 주연
- 강남길
- 최혜영

### 조연
- 봉만대
- 노경식
- 유성
- 김혜원
- 최명호
- 김영래
- 최중화
- 정경만
- 박미희
- 추봉

## 기타
- 촬영부: 정경만
- 촬영부: 최범진
- 조명: 최원근
- 조명부: 이태신
- 조감독: 봉만대
- 주제가: 작은 별 가족
- 미술: 한일진흥